# Balrampur (Distrikt, Chhattisgarh)
Balrampur ist ein Distrikt im indischen Bundesstaat Chhattisgarh.

## Lage
Der Distrikt liegt ganz im Norden des Bundesstaats Chhattisgarh. Er grenzt im Norden an den Bundesstaat Uttar Pradesh, im Nordosten und Osten an den Bundesstaat Jharkhand, im Süden an die Distrikte Jashpur und Surguja, im Westen an den Distrikt Surajpur und im Nordwesten an den Bundesstaat Madhya Pradesh.  

## Geschichte
Der Distrikt wurde am 1. Januar 2012 aus Teilen des Distrikts Surguja geschaffen. Er wurde aus den Tehsils Balrampur, Rajpur, Ramanujganj, Samri, Shankargarh und Wadrafnagar gebildet.

## Bevölkerung
Nach der Volkszählung 2011 hat der Distrikt Balrampur 730.491 Einwohner. Bei 192 Einwohnern pro Quadratkilometer ist der Distrikt ziemlich dicht besiedelt. Der Distrikt ist dennoch ländlich geprägt. Von den 730.491 Bewohnern wohnen 695.808 Personen (95,25 %) auf dem Land und nur 34.683 Menschen in städtischen Gemeinden.
Der Distrikt Balrampur gehört zu den Gebieten Indiens, die weit überdurchschnittlich von Angehörigen der „Stammesbevölkerung“ (scheduled tribes) besiedelt sind. Zu ihnen gehörten (2011) 458.949 Personen (62,83 Prozent der Distriktsbevölkerung). Überdurchschnittlich vertreten sind die Adivasi in den Tehsils Rajpur (78.428 Menschen oder 71,94 % der Bevölkerung), Samri (81.515 Menschen oder 74,15 % der Bevölkerung) und Shankargarh (52.819 Menschen oder 73,27 % der Bevölkerung). Es gibt zudem 32.732 Dalits (scheduled castes) (4,48 Prozent der Distriktsbevölkerung) im Distrikt.

### Bevölkerungsentwicklung
Wie überall in Indien wächst die Einwohnerzahl im Distrikt Balrampur seit Jahrzehnten stark an. Die Zunahme betrug in den Jahren 2001–2011 fast 22 Prozent (21,98 %). In diesen zehn Jahren nahm die Bevölkerung um über 131.000 Menschen zu. Die Entwicklung verdeutlicht folgende Tabelle:

### Bedeutende Orte
Im Distrikt gibt es insgesamt laut der Volkszählung 2011 sechs Orte, die als Städte (towns und notified towns) gelten. Darunter ist mit Ramanujganj ein Ort, der mehr als 10.000 Einwohner zählt.

### Bevölkerung des Distrikts nach Geschlecht
Der Distrikt hatte 2011 – für Indien üblich – mehr männliche als weibliche Einwohner. Allerdings war das Verhältnis beider Geschlechter viel ausgeglichener als in anderen Regionen Indiens. Von der gesamten Einwohnerschaft von 730.491 Personen waren 370.256 (50,68 Prozent der Bevölkerung) männlichen und 360.235 (49,32 Prozent der Bevölkerung) weiblichen Geschlechts. Bei den jüngsten Bewohnern (126.955 Personen unter 7 Jahren) sind 64.657 Personen (50,93 %) männlichen und 62.298 Personen (49,07 %) weiblichen Geschlechts.

### Bevölkerung des Distrikts nach Sprachen
Die Bevölkerung des Distrikts Balrampur ist sprachlich zersplittert. Es sprechen zwar 633.349 Personen (86,70 % der Bevölkerung) Hindi-Sprachen und -Dialekte. Meistgesprochene Sprache ist Surgujia, eine Hindi-Sprache. Daneben sind Sadan/Sadri (gehört wie Surgujia zu den Östlichen Hindi-Sprachen), Khari Boli/Hindi, Bhojpuri und Kurukh/Oraon weitere bedeutende Sprachen im Distrikt. 
Surgujia ist sehr stark in den Tehsils Balrampur (40,10 %), Rajpur (68,89 %) und Ramanujganj (21,42 %) vertreten. Sadan/Sadri ist am weitverbreitetsten in den Tehsils Balrampur (29,69 %), Samri (71,10 %) und Shankargarh (66,44 %). Mehr als zehn Prozent beträgt der Anteil der Sprecher von Khari Boli/Hindi in den Tehsils Ramanujganj (20,46 %) und Wadrafnagar (18,46 %). Bhojpuri ist nur im Tehsil Ramanujganj (30,11 %) stark. Diese knapp 30 Prozent genügen für die relative Mehrheit in diesem Tehsil. Das zu den Dravidischen Sprachen gehörende Kurukh/Oraon hat in den Tehsils Rajpur (11,92 %), Samri (16,90 %) und Shankargarh (20,52 %) seine stärkste Verbreitung. Und die Hochburg der Munda-Sprache Korwa/Koraku ist der Tehsil Balrampur (6973 Menschen oder 6,32 %). 
Die weitverbreitetsten Sprachen zeigt die folgende Tabelle:
| Jahr                                   | Bengali | Bengali | Bhojpuri | Bhojpuri | Gondi  | Gondi | Hindi  | Hindi | Korwa/Koraku | Korwa/Koraku | Kurukh/Oraon | Kurukh/Oraon | Sadan/Sadri | Sadan/Sadri | Surgujia | Surgujia | Total   | Total    |
| Jahr                                   | Zahl    | %       | Zahl     | %        | Zahl   | %     | Zahl   | %     | Zahl         | %            | Zahl         | %            | Zahl        | %           | Zahl     | %        | Zahl    | %        |
| -------------------------------------- | ------- | ------- | -------- | -------- | ------ | ----- | ------ | ----- | ------------ | ------------ | ------------ | ------------ | ----------- | ----------- | -------- | -------- | ------- | -------- |
| 2011                                   | 10.101  | 1,38    | 63.973   | 8,76     | 11.486 | 1,57  | 89.993 | 12,32 | 10.337       | 1,42         | 53.683       | 7,35         | 193.076     | 26,43       | 240.485  | 32,92    | 730.491 | 100,00 % |
| Quelle: Ergebnis der Volkszählung 2011 |         |         |          |          |        |       |        |       |              |              |              |              |             |             |          |          |         |          |

### Bevölkerung des Distrikts nach Bekenntnissen
Die meisten Einwohner sind Anhänger des Hinduismus. In den Tehsils sind zwischen 75,14 und 90,57 % der Bewohner Hindus. Doch gibt es mit den Muslimen, Christen und Anhängern von Traditionellen Religionen unter den Adivasi drei weitere Bekenntnisse mit einer großen Anhängerschaft.
Die stärkste Verbreitung haben die Anhänger des Islams in den Tehsils Ramanujganj (18.022 Personen oder 10,72 %) und Samri (5288 Personen oder 4,81 %). Überdurchschnittlich viele Christen gibt es in den Tehsils Balrampur (7274 Personen oder 6,59 %), Rajpur (6184 Personen oder 5,67 %) und Samri (6087 Personen oder 5,54 %). Die Anhängerschaft Traditioneller Religionen ist am verbreitetsten in den Tehsils Samri (15.732 Personen oder 14,31 %), Shankargarh (5029 Personen oder 6,98 %) und Wadrafnagar (10.309 Personen oder 6,40 %).
Die genaue religiöse Zusammensetzung der Bevölkerung zeigt folgende Tabelle:
| Jahr                                   | Buddhisten | Buddhisten | Christen | Christen | Hindus  | Hindus | Jainas | Jainas | Muslime | Muslime | Sikhs | Sikhs | Andere Religionen | Andere Religionen | keine Angaben | keine Angaben | Total   | Total    |
| Jahr                                   | Zahl       | %          | Zahl     | %        | Zahl    | %      | Zahl   | %      | Zahl    | %       | Zahl  | %     | Zahl              | %                 | Zahl          | %             | Zahl    | %        |
| -------------------------------------- | ---------- | ---------- | -------- | -------- | ------- | ------ | ------ | ------ | ------- | ------- | ----- | ----- | ----------------- | ----------------- | ------------- | ------------- | ------- | -------- |
| 2011                                   | 43         | 0,01       | 24.874   | 3,41     | 634.186 | 86,82  | 91     | 0,01   | 33.557  | 4,59    | 104   | 0,01  | 36.648            | 5,02              | 988           | 0,14          | 730.491 | 100,00 % |
| Quelle: Ergebnis der Volkszählung 2011 |            |            |          |          |         |        |        |        |         |         |       |       |                   |                   |               |               |         |          |

## Bildung
Dank bedeutender Anstrengungen steigt die Alphabetisierung. Sie ist dennoch nicht sehr hoch. Typisch für indische Verhältnisse sind die starken Unterschiede zwischen Stadt und Land sowie den Geschlechtern. Beinahe acht von neun Männern in den Städten können lesen und schreiben – aber nicht einmal die Hälfte der Frauen auf dem Land.
| Alphabetisierung im Distrikt Balrampur |                   |                   |
| Einheit                                | Volkszählung 2011 | Volkszählung 2011 |
| Einheit                                | Anzahl            | Anteil            |
| GESAMT                                 | 349.946           | 57,98 %           |
| Männer                                 | 207.136           | 67,78 %           |
| Frauen                                 | 142.810           | 47,93 %           |
| STADT GESAMT                           | 24.229            | 81,03 %           |
| Stadt-Männer                           | 13.294            | 87,58 %           |
| Stadt-Frauen                           | 10.935            | 74,27 %           |
| LAND GESAMT                            | 325.717           | 56,78 %           |
| Land-Männer                            | 193.842           | 66,75 %           |
| Land-Frauen                            | 131.875           | 46,56 %           |
| Quelle: Ergebnis der Volkszählung 2011 |                   |                   |

## Verwaltungsgliederung
Der Distrikt war bei der letzten Volkszählung 2011 in die sechs Tehsils (Talukas) Balrampur, Rajpur, Ramanujganj, Samri, Shankargarh und Wadrafnagar aufgeteilt und gehörte noch zum Distrikt Surguja in der Division Surguja.